# Towarzystwo Koszalińskiej Kolei Wąskotorowej
Towarzystwo Koszalińskiej Kolei Wąskotorowej (TKKW), dawniej Towarzystwo Miłośników Koszalińskiej Wąskotorówki (TMKW) – polskie stowarzyszenie założone w 2005 w Koszalinie. Jego celem jest reaktywacja i utrzymanie ruchu na Koszalińskiej Kolei Wąskotorowej, na której jest licencjonowanym przewoźnikiem. Towarzystwo składa się głównie z wolontariuszy pracujących na kolejce w czasie wolnym.

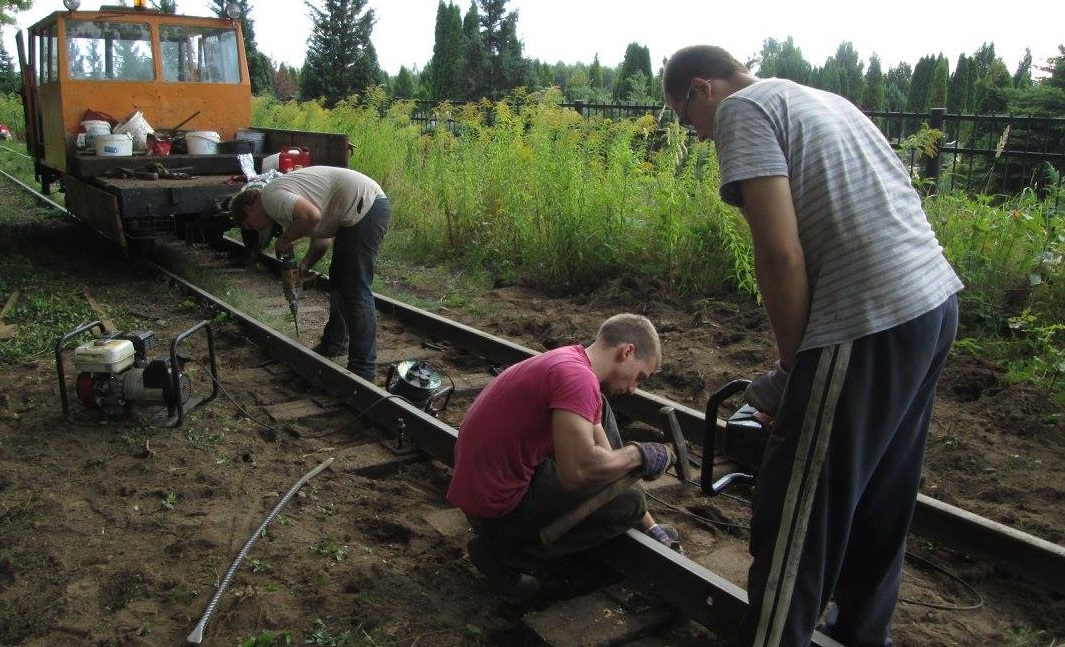
Wolontariusze TMKW w czasie prac remontowych na torowisku Koszalińskiej Kolei Wąskotorowej.

## Działalność
Towarzystwo uchroniło od zniszczenia, zabezpieczyło i przywróciło do ruchu zdewastowaną, zabytkową koszalińską kolej wąskotorową. Obecnie prowadzi rozkładowe pociągi turystyczne w okresie letnim na trasie Koszalin Wąskotorowy – Rosnowo Wąskotorowe, oraz wynajmuje pociągi na zamówienie. Oprócz tego członkowie towarzystwa zajmują się remontami i utrzymaniem zabytkowej lokomotywowni i budynku dworcowego oraz naprawami i konserwacją torowisk oraz zabytkowego taboru kolejowego. W tym celu prowadzi ożywiony ruch techniczny. Oprócz działań związanych z ruchem kolejowym towarzystwo bierze czynny udział w imprezach kulturalnych mających na celu promocję historii, takich jak Noc Muzeów, czy katyński „Marsz Cieni”.

## Historia
Stowarzyszenie powstało 7 listopada 2005 postanowieniem Sądu Rejonowego w Koszalinie, IX Wydziału Krajowego Rejestru Sądowego, pod nazwą Towarzystwo Miłośników Koszalińskiej Wąskotorówki. Podstawowym celem towarzystwa było uratowanie od zniszczenia i doprowadzenie do ponownego uruchomienia koszalińskiej kolejki. Pierwsze lata działalności skupiły się na zabezpieczeniu zdewastowanego mienia kolei i pracach remontowych na zniszczonych obiektach kolejowych. W późniejszych latach towarzystwu udało się pozyskać sprawny tabor, dzięki któremu mogło prowadzić ruch kolejowy. Pierwszy pociąg techniczny został uruchomiony w 2008, a dwa lata później TMKW rozpoczęło regularne przewozy turystyczne w okresie letnim. Dnia 29 marca 2016 towarzystwo zmieniło nazwę na obecną.